# Эстермальмсторг (станция метро)
«Эстермальмсторг» (швед. Östermalmstorg) — станция Стокгольмского метрополитена. Расположена на Красной линии между станциями «Стадион» и «T-Сентрален» в районе Остермальм.
Платформа находится примерно на 38 метров ниже поверхности. Она расположена в центре города, что делает её одной из наиболее часто используемых станций. В среднем в рабочий день со станции отправляется около 38 550 человек.

## История
Станция была открыта 16 мая 1965 года как 59-я станция в системе метрополитена Стокгольма. 2 сентября 1967 года линия была продлена на северо-восток до Ропстена. 30 сентября 1973 г. было открыто еще одно расширение на север до Tekniska högskolan.